# Federação Panamenha de Voleibol
A Federação Panamenha de Voleibol  (em espanholːFederación Panameña de Voleibol, FPV) é  uma organização fundada em 1968 que governa a pratica de voleibol em Panamá, sendo membro da Federação Internacional de Voleibol, a entidade é responsável por  organizar  os campeonatos nacionais de  voleibol masculino e feminino no país.